# Morpho amseli
Morpho amseli är en fjärilsart som beskrevs av Weber 1963. Morpho amseli ingår i släktet Morpho och familjen praktfjärilar. Inga underarter finns listade i Catalogue of Life.